# Lijst van regeringsleiders van Andorra
De regeringsleider van Andorra (Catalaans: Cap de Govern del Principat d'Andorra) wordt, met toestemming van de coprinsen (op dit moment Emmanuel Macron en Joan Enric Vives i Sicília), verkozen door de leden van de Consell General de les Valls (het parlement). Sinds 16 mei 2019 is Xavier Espot Zamora Cap de Govern.

## Regeringsleiders van Andorra (1982-heden)
| Regeringsleider | Regeringsleider                   | Ambtstermijn    | Ambtstermijn    | Partij                         |
| --------------- | --------------------------------- | --------------- | --------------- | ------------------------------ |
|                 | Òscar Ribas Reig (1e) (1936-2020) | 8 januari 1982  | 21 mei 1984     | Partit Nacional Liberal        |
|                 | Josep Pintat-Solans (1925-2007)   | 21 mei 1984     | 12 januari 1990 | Partit Conservador             |
|                 | Òscar Ribas Reig (2e) (1936-2020) | 12 januari 1990 | 7 december 1994 | Agrupament Nacional Democràtic |
|                 | Marc Forné Molné (1946)           | 7 december 1994 | 27 mei 2005     | Partit Liberal d'Andorra       |
|                 | Albert Pintat Santolària (1943)   | 27 mei 2005     | 5 juni 2009     | Partit Liberal d'Andorra       |
|                 | Jaume Bartumeu (1954)             | 5 juni 2009     | 11 mei 2011     | Partit Socialdemòcrata         |
|                 | Antoni Martí (1963-2023)          | 11 mei 2011     | 16 mei 2019     | Democraten voor Andorra        |
|                 | Xavier Espot Zamora (1979)        | 16 mei 2019     | heden           | Democraten voor Andorra        |